# Lật mặt: 48h
Lật mặt: 48h là phim điện ảnh hành động của Việt Nam năm 2021 do Lý Hải làm đạo diễn, đồng sản xuất kiêm thực hiện phần kịch bản. Bộ phim do Lý Hải Production đảm nhiệm sản xuất, CGV Cinemas đảm nhiệm vai trò phân phối. Đây là phần thứ năm của loạt phim Lật mặt và cũng là phần tiếp theo của Lật mặt: Nhà có khách (2019), với sự tham gia diễn xuất của Võ Thành Tâm, Ốc Thanh Vân, Huỳnh Đông, Mạc Văn Khoa, Lê Hạ Anh, bé Bảo Thy, Quách Ngọc Tuyên, Tiết Cương và Hùng ChilHyun. Nội dung phim xoay quanh Hiền – một cựu vận động viên võ thuật – cùng vợ và con gái anh sau khi dính vào rắc rối liên quan đến một cổ vật của băng nhóm A Dìn đã bị chúng truy đuổi, phải nhờ đến sự giúp đỡ của cặp vợ chồng Lâm và Thảo hiện đang sinh sống ở miền Tây.
Lật mặt: 48h được quay tại các tỉnh miền Tây của Việt Nam, với bối cảnh chủ yếu được đặt trên các con sông. Phim công chiếu thương mại tại Việt Nam từ ngày 16 tháng 4 năm 2021, trễ gần một năm so với ngày dự kiến công chiếu ban đầu. Sau khi ra mắt, tác phẩm đã nhận được nhiều lời tán dương từ khán giả và giới chuyên môn, trong đó các phân cảnh hành động cùng thông điệp về gia đình được đặc biệt tán dương. Phim đạt thành công lớn về mặt thương mại khi thu về 156,74 tỷ VND. Phim được khởi chiếu tại thị trường Hoa Kỳ từ ngày 18 tháng 6 năm 2021.

## Nội dung
25 năm trước, nhà Hiền bị kẻ trộm đột nhập và cướp đi một món đồ quý giá giấu dưới gầm giường. Kẻ trộm sau đó giao cho tay giang hồ A Dìn nhưng gã đã bị thủ tiêu ngay để bịt đầu mối. Ở thời điểm hiện tại, Hiền là một võ sĩ giải nghệ do chấn thương. Anh phải đi làm thêm cả dạy võ lẫn giao hàng để mưu sinh. Một ngày, Hiền phát hiện vợ mình mắc bệnh tim cần một số tiền lớn để mổ gấp, anh tìm tới A Dìn để mượn tiền. Tay giang hồ giả vờ tốt bụng cho anh vay tiền và mời về làm người giao hàng. Sau khi Hiền giao một món hàng bí ẩn cho A Dìn, hắn lại muốn giết Hiền để diệt khẩu. Hiền chạy thoát cùng với món hàng, rồi đưa Nga và bé Mi - vợ và con gái anh - đi trốn.
Thực ra trước đó Hiền đã giật món hàng từ tay ông trùm xã hội đen tên Khanh do mắc mưu của A Dìn. Ông Khanh ra lệnh cho A Dìn phải bắt Hiền về trị tội. Gia đình Hiền xuống Châu Đốc, ghé thăm hai người bạn là cặp vợ chồng Lâm và Thảo. A Dìn biết được vị trí của Hiền vì Thảo đăng một bức ảnh bữa cơm gia đình lên Facebook. Hiền yêu cầu A Dìn đi một mình đến gặp anh nhưng anh kịp thời phát hiện hắn dẫn theo bọn thuộc hạ.
Bọn côn đồ bắt vợ chồng Lâm khai ra vị trí của Hiền. Sau đó chúng ập vào nhà nghỉ mà gia đình Hiền đang ở, ba người phải sử dụng rèm cửa để leo xuống đất và tiếp tục bỏ chạy. Gia đình Hiền được ông Tư xe lôi giúp chạy thoát, họ về nhà vợ chồng Lâm, tất cả mọi người phải lặn xuống bên dưới sàn bến khi bọn giang hồ kéo đến lục soát căn nhà. Họ đến nhà ông Tư nhờ giúp đỡ. Món hàng Hiền lấy được chính là bạch kỳ nam - một miếng gỗ quý trị giá hàng tỷ đồng, nó cũng là món đồ quý giá năm xưa bị lấy trộm khỏi nhà anh. Sáng hôm sau, bé Mi bị sốt, Hiền phải đánh lạc hướng bọn giang hồ để Nga đưa con gái vào bệnh viện. Hiền trốn thoát thành công nhờ hòa vào đám đông đang tham gia lễ hội. Bọn giang hồ đến bệnh viện thì bắt được Nga và bé Mi.
A Dìn buộc Hiền giao nộp bạch kỳ nam để đổi lấy vợ con anh. Họ hẹn gặp nhau trên một chiếc phà, A Dìn cho thuộc hạ sử dụng dao ám sát Hiền nhưng Hiền đã chống trả thành công. Đúng lúc đó, trên phà cũng xảy ra một vụ tai nạn: một chiếc xe khách bị chìm xuống sông. Sau đó cuộc rượt đuổi bằng xuồng máy vỏ lãi diễn ra, ông Tư chở Hiền và Lâm đuổi theo bọn giang hồ. A Dìn tạo ra một vụ nổ hòng giết Hiền nhưng chàng võ sư vẫn thoát nạn. Lực lượng công an đã đến giúp đỡ sau khi nhận được tin báo của Lâm, họ chặn đường thoát của bọn giang hồ. Cuộc giao chiến dữ dội khiến Hiền bị thương nặng, Nga cũng lên cơn đau tim. Cuối cùng công an đã bắn hạ A Dìn và bắt giữ bọn thuộc hạ của hắn. Vợ chồng Hiền được cứu chữa. Ông Tư tiết lộ với công an rằng ông chính là kẻ trộm năm xưa lấy bạch kỳ nam trong nhà Hiền, ông vẫn còn sống sau khi bị A Dìn sát hại và lẩn trốn đến tận bây giờ. Trên Sài Gòn, ông Khanh cũng bị bắt vì tội buôn bán hàng quốc cấm. Hiền vẫn giữ lại bạch kỳ nam, tiếp tục xem nó là báu vật của gia đình. Hai gia đình của Hiền và Lâm trở lại với cuộc sống bình yên, cuối phim họ ghé thăm cặp vợ chồng già neo đơn.

## Diễn viên
- Võ Thành Tâm vai Hiền
Võ Thành Tâm cho biết để chuẩn bị cho vai diễn, anh đã phải giảm 10 kg trong vòng hai tuần.[2] Lý Hải cho biết lý do ông lựa chọn Võ Thành Tâm vào vai diễn là vì anh là người "biết đánh và biết diễn", "từng trải, đủ khả năng che chở vợ con trong lúc nguy nan, cấp bách".[3]
- Ốc Thanh Vân vai Nga
Ốc Thanh Vân chia sẻ Lật mặt: 48h là lần hiếm hoi cô dành toàn bộ thời gian cho một tác phẩm điện ảnh, do trước đó cô thường nhận lời tham gia nhiều dự án điện ảnh và truyền hình cùng một lúc.[4] Về vai diễn, Lý Hải cho biết ông muốn tìm một diễn viên "đã có gia đình, hiểu được tâm trạng mất mát và sự che chở với con của mình trong hoàn cảnh khó khăn", đồng thời cho biết Ốc Thanh Vân đã đi thử vai và diễn rất tốt.[3]
- Huỳnh Đông vai A Dìn
- Mạc Văn Khoa vai Lâm
- Lê Hạ Anh vai Thảo
- Lý Hải vai Chú Tư xe lôi
- Bé Bảo Thy vai Bé Mi
- Kiến An vai Ông Khanh
- Quách Ngọc Tuyên vai A Huy
- Tiết Cương vai Bạn chú Tư
- Hùng ChilHyun vai Long Gà

Ngoài ra, phim còn có sự tham gia diễn xuất của Sỹ Toàn, Tuấn Zoi, Nguyễn Trung Bình, Phước Tài, Phan Vũ, Tony Nghĩa, Lâm Trí, Kim Long và Tân Quốc Hy.

## Sản xuất
Quá trình quay phim gặp nhiều khó khăn khi bối cảnh được đặt chủ yếu trên các con sông. Xuồng quay phim của Lý Hải bị lật ba lần: một lần trên sông Cần Thơ, một lần khi quay cảnh xuồng đâm ngang dãy nhà cạnh sông, và một lần khi quay cảnh cháy nổ – cũng là lần nguy hiểm nhất khiến ông suýt mất mạng do không lách kịp vụ nổ. Bối cảnh tại bến phà là một bối cảnh lớn phải dựng mới hoàn toàn do không thể thực hiện quay phim tại một bến phà đang hoạt động – điều này sẽ cản trở hoạt động của bến phà đó. Lý Hải và đoàn làm phim đã sử dụng một bến phà cũ, dọn dẹp, sơn lại và sửa chữa bến phà cũng như mời những diễn viên quần chúng ăn mặc như người miền Tây, thuê xe buýt, xe đò, xe tải... để đảm bảo bối cảnh được chân thực như các bến phà đang hoạt động khác. Đoàn phim cũng phải kéo những chiếc phà từ các bến khác đến bối cảnh này để neo đậu. Ở phân cảnh xe khách rơi xuống sông, Lý Hải thuê một chiếc xe cẩu để cẩu xe khách khi rơi xuống sông cho giống với kịch bản – phân cảnh này được chuẩn bị trong ba ngày để đảm bảo được an toàn, đồng thời cũng là cảnh tốn kinh phí nhiều thứ hai sau cảnh sập nhà sàn. Ở các cảnh chiến đấu hành động, các diễn viên hầu như đóng thật và không sử dụng diễn viên đóng thế.

## Phát hành
Lật mặt: 48h ban đầu được lên lịch công chiếu vào dịp 30 tháng 4 năm 2020, nhưng do những ảnh hưởng của Đại dịch COVID-19 tại Việt Nam, lịch chiếu phim được lùi lại đến dịp Tết Nguyên Đán năm 2021 và tiếp tục được đẩy lùi tới ngày 16 tháng 4 năm 2021. Phim được khởi chiếu tại thị trường Hoa Kỳ từ ngày 18 tháng 6 năm 2021 với tên tiếng Anh là Face Off: 48h.

### Quảng bá
Việc Lật mặt: 48h bị hoãn chiếu tổng cộng ba lần, điều này khiến kế hoạch truyền thông và quảng bá của phim bị ảnh hưởng. Chi phí phát sinh tăng thêm 10 tỉ VND. Phim dự kiến công chiếu tại thị trường Bắc Mỹ và Úc vào tháng 5 năm 2021 nhưng cũng phải lùi lại.